# ADN, l'âme de la terre
Pour les articles homonymes, voir ADN (homonymie).
Pour plus de détails, voir Fiche technique et Distribution.
ADN, l'âme de la terre est un drame fantastique franco-tunisien écrit, produit et réalisé par Thierry Obadia et sorti en 2014.

## Synopsis
Akim, un jeune garçon, se voit doté d'une capacité à guérir grâce à la force de la nature. Bientôt un laboratoire pharmaceutique convoitera son ADN unique. Il n'aura pas d'autre choix que celui de se défendre, aidé de ses amis.

## Fiche technique
- Titre original : ADN, l'âme de la terre
- Réalisation : Thierry Obadia
- Scénario : Thierry Obadia
- Décors : Jean-Christophe Chalaguier
- Costumes : Laetitia Pommier
- Photographie : Bryan Cloninger, Thierry Obadia
- Montage : Thierry Obadia, Loïc Cazes et Jason Nicholson
- Musique : Thierry Obadia, Bruno Mylonas, Fabrice Baffet, Jerôme Baudoui, Ziad Bennyoussef, Spencer David Hutchings
- Production : Laurence Larrousset, Thierry Obadia, Loïc Cazes
- Sociétés de production : Spider World Cinema, BCDF Pictures (coproduction)
- Société de distribution : Spider World Cinema
- Pays d'origine :  France,  Tunisie
- Langue originale : français
- Format : couleur
- Genre : drame fantastique
- Durée : 94 minutes
- Dates de sortie :
  -  États-Unis : 5 octobre 2013 (Festival du film de Woodstock (en))
  -  France : 10 septembre 2014

## Distribution
- Pascal J. Jardel : Akim
- Thierry Obadia : William
- Michel Jonasz : Yacim
- Alexia Barlier : Kyera
- Albert Delpy : le Maire
- Philippe Nahon : Howard